# SMS Mars (1877)
Pour les autres navires du même nom, voir SMS Mars.
Le SMS Mars est un navire-école d'artillerie de la Kaiserliche Marine de 1881 à 1908.

## Histoire
La Marine possède depuis 1872 le navire-école d'artillerie, le HMS Renown (de), un navire de ligne de la Royal Navy acheté en 1870 par la Norddeutsche Bundesmarine, reconverti pour former les artilleurs et les apprentis officiers de marine. Il ne possède pas de machines et doit être amené par un remorqueur, il est si obsolète qu'on décide de le remplacer. Le Mars est commandé.
Le navire est lancé le 15 novembre 1877 au Kaiserliche Werft Wilhelmshaven.
Le SMS Mars rejoint la station de la mer du Nord en remplacement du SMS Renown, mis hors service en mars 1881. Le navire entre en service le 1er avril sous le commandement du Kapitän sur See (capitaine de vaisseau) Haake. Quelques semaines plus tard, le 26 avril, au cours d'un exercice de tir, une forte explosion à bord a lieu, faisant une dizaine de morts et de nombreux blessés.
Il est utilisé pour d'autres missions. À l'automne 1890, il sert à l'expérimentation du ballon captif pour l'observation en mer. En 1894, le navire mène des exercices de tir à distance dans le sud de la Norvège. En 1895, il participe à l'inauguration du canal de Kiel. Lors de la régate organisée pour le jubilé entre Douvres et Heligoland, le Mars sert de navire cible ; l'empereur Guillaume II observe depuis le SMY Hohenzollern. Le 10 septembre 1904, l'empereur invite tous les officiers de la Marine à l'occasion de l'anniversaire des 100 ans de la naissance de Karl Rudolf Brommy (de), le premier commandant de la Reichsflotte, à un banquet devant Brunsbüttel sur le Mars.
Par la suite, il sert surtout de navire d'exercice et de dortoir. En 1906, le Mars accompagne SMS Schwaben, navire nouvellement mis en service.
En 1908, il ne sert plus que de dortoir à la station de la mer du Nord. En 1914, il est retiré de la liste des navires de guerre. La coque est démolie en 1921 à Lübeck.